# Гранадо, Альберто
Альбе́рто Грана́до Роме́ро (исп. Alberto Granado Romero; 8 августа 1922, Эрнандо, провинция Кордова, Аргентина — 5 марта 2011, Гавана, Куба) — аргентинский и кубинский врач, писатель и учёный. Он был другом и компаньоном Че Гевары в их путешествии через всю Латинскую Америку. Также он является основателем Школы Медицины в городе Сантьяго-де-Куба.
Автор книги «Путешествуя с Че Геварой: становление революционера» (англ. Travelling with Che Guevara: The Making of a Revolutionary). Эта книга послужила, вместе с записками самого Гевары, основой для фильма «Че Гевара: Дневники мотоциклиста», снятого в 2004 году бразильцем Вальтером Саллесом. В фильме молодого Альберто Гранадо сыграл аргентинский актёр Родриго де ла Серна, Че Гевару — мексиканец Гаэль Гарсиа Берналь. Постаревший Альберто Гранадо сам появляется в конце фильма.